# Crimfall

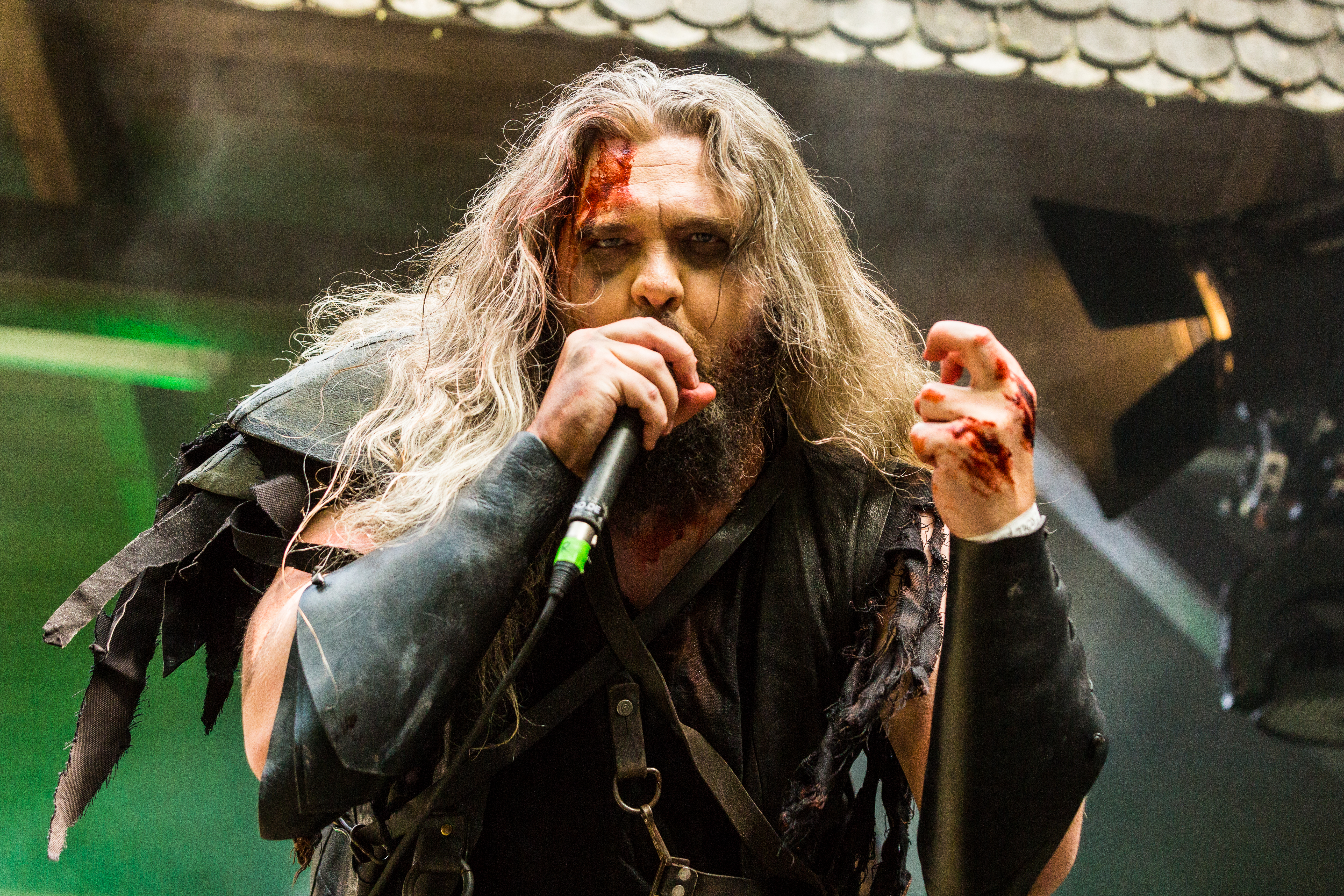
Chanteur Mikko Häkkinen 2018

Crimfall est un groupe de black et folk metal symphonique finlandais, originaire de Helsinki et formé en 2007. Crimfall est à l'origine le projet de Jakke Viitala (qui s'occupe de la guitare et des arrangements orchestraux). Le groupe publie son premier album, As the Path Unfolds... en 2009, suivi d'un deuxième album, The Writ of Sword, en 2011. Son troisième album, Amain, est quant à lui publié le 25 août 2017.
Dans un post Facebook publié le 23 novembre 2018, le groupe annonce sa séparation.

## Biographie

### Débuts (2007–2012)
Crimfall est à l'origine le projet de Jakke Viitala (qui s'occupe de la guitare et des arrangements orchestraux). Ce projet se concrétise en 2007, avec l'arrivée d'une chanteuse (Helena Haaparanta) et d'un chanteur (Mikko Häkkinen). En 2009, le groupe, ne comportant alors officiellement que les trois membres déjà cités, sort son premier album, As the Path Unfolds.... Tous les autres instruments sont assurés par des musiciens de session. Entre autres, la batterie est assurée par Janne Jukarainen, et la basse par Henri Sorvali. Dans les mois qui suivent la sortie de l'album, Janne Jukarainen (batterie) et Miska Sipiläinen (basse) rejoignent le groupe en tant que membres permanents.
À la fin de 2010, le groupe publie la chanson Frost Upon Their Graves. Il annonce ensuite un deuxième album, The Writ of Sword,. L'album, publié le 23 mars 2011 au label Spinefarm Records, est enregistré au Adamantium Studios, et produit et mixé par Hit Happens, et masterisé par Jens Bogren au Fascination Street en Suède.

### Amainet séparation (2013-2018)
Le 25 octobre 2013, le groupe annonce sur son site le départ de leur chanteuse Helena pendant l'enregistrement de leur troisième album. Les raisons de la séparation sont données à demi-mot : « nous ne pouvons tout simplement pas remporter cette bataille si nous continuons dans le même temps à nous battre les uns contre les autres, en étant incapables de s'accorder et d'être en phase sur les choses essentielles »), précise le passage de l'article signé par tous les membres du groupe. Elle est remplacée par Sarah Strömmer au début de 2014.
Le 17 octobre 2014, le groupe annonce le départ de Janne Jukarainen pour des raisons d'ordre personnel. Un autre batteur, Eetu Pesu, est pris à l'essai. Finalement, l'annonce du troisième album, Amain, s'accompagne d'un retour au line-up précédent, avec la présence d'Helena et de Jakke. Cet album sort sous le label Metal Blade Records en août 2017.
En novembre 2018, du fait des difficultés financières du groupe, ils annoncent leur séparation.

## Style musical
Le style du groupe est un mélange de black metal, de folk metal et de metal symphonique, rappelant les bandes-sons de films épiques. Cette volonté de mélanger les genres se voit également par l'utilisation de la technique dite de la « belle et la bête », associée au metal gothique : une chanteuse en voix claire et un chanteur en voix growl.
Les ambiances varient également d'album en album (qu'il s'agisse du design du CD, des paroles ou encore de la musique en elle-même) : le premier album est associé à la fin de l'été et au feu et le deuxième évoque clairement l'hiver et le froid.

## Membres

### Membres actuels
- Jakke Viitala – guitare, arrangements orchestraux (2007-2018)
- Helena Haaparanta– chant clair féminin (2008-2013, 2016-2018)
- Mikko Häkkinen – chant growl (2008-2018)
- Janne Jukarainen – batterie (2008-2014, 2015-2018)
- Miska Sipiläinen – basse (2009-2018)

### Ancien membre
- Sara Strömmer - chant clair féminin